# جانسون (آرکانزاس)
جانسون (آرکانزاس) (به انگلیسی: Johnson, Arkansas) یک شهر در ایالات متحده آمریکا با جمعیت ۳٬۳۵۴ نفر است که در آرکانزاس واقع شده‌است.

## موقعیت جغرافیایی
موقعیت جغرافیایی شهرها و مناطق اطراف به شرح زیر است: